# R4M
 (avril 2021).
Si vous disposez d'ouvrages ou d'articles de référence ou si vous connaissez des sites web de qualité traitant du thème abordé ici, merci de compléter l'article en donnant les références utiles à sa vérifiabilité et en les liant à la section « Notes et références ».
La fusée R4/M (allemand : Rakete, 4Kilogramme, Minenkopf) surnommé Ouragan (allemand : Orkan) en raison de la traînée de fumée distinctive lors de son tir, a été la deuxième fusée air-air contre-avions de l'histoire de l'aviation (les premières fusées air-air de l'histoire avaient été conçues bien avant mais contre les zeppelins et les ballons statiques, c'était les fusées Le Prieur de 1916 et la première fusée air-air contre avions est la Werfer-Granate 21). La fusée R4/M a été développée par le Reichsluftfahrtministerium au cours de la Seconde Guerre mondiale et utilisée en mars-avril 1945.

## Développement
Le R4M a été développé en 1944, à Osterode am Harz, par la firme Curt Heber Maschinenfabriken (HEMAF) et à Lübeck par la Deutsche Waffen und Munitionsfabriken, afin d'éliminer les bombardiers alliés à plus grande distance et avec de meilleures chances de les détruire. Sa conception a fait suite à celle des canons MG 151 de 20 mm qui sont assez compacts pour être montés dans la baie interne de l'aile d'un Focke-Wulf 190. Cependant, il a été constaté qu'il fallait au moins vingt coups d'obus de 20 mm pour abattre un quadrimoteur. Les canons de 20 mm montés en intrados sur les Messerschmitt Bf 109 ont été remplacés par un canon MK 108 de 30 mm capable de détruire un bombardier avec une moyenne de un à trois coups sûrs. Cependant, le MK 108 était beaucoup plus lourd et ses grosses munitions difficiles à transporter et à introduire. De plus, sa faible vitesse initiale signifiait qu'il avait une très courte portée, et la courbure de sa trajectoire était de plus de 41 m à 1 500 mètres de portée. En s'approchant suffisamment, les pilotes avaient toutes les chances de réussir à abattre le bombardier mais ils se mettaient alors eux-mêmes en danger face aux lourdes défenses de celui-ci. Le canon MK 103 de même calibre était plus puissant et avait une plus grande vitesse de bouche mais il était beaucoup plus lourd et plus gros et sa cadence de tir était plus faible (380-420 coups/min pour le MK 103 et 600-650 coups/min pour le MK 108). Toujours en Allemagne, une autre roquette contre avions a été développée, la Werfer-Granate 21, dérivée de la roquette du Nebelwerfer 42. Ce modèle, quoique très puissant, n'est pas pratique et rend les avions plus vulnérables, d'où la nécessité d'une munition plus efficace. 
La version anti-aérienne du R4/M était dotée d'un tête de 55 mm et d'une charge explosive de 400 g d'HTA 41, capable de détruire un bombardier d'un seul coup. Chaque R4/M pesait 3,85 kg et contenait assez de carburant pour parcourir plus de 1 000 m. Le corps principal de la fusée se composait d'un tube d'acier et d'ailettes nageoires déployables sur la queue. Des supports en bois sous les ailes de l'avion pouvant emporter douze roquettes étaient au nombre de deux par avion, ce qui portait le nombre de roquettes à vingt-quatre. Les lanceurs étaient inclinés à 8° par rapport au niveau du sol et étaient habituellement tirés à quatre salves de six missiles et à des intervalles de 0,7 centième de seconde, à une portée variant de 600 à 1 000 m. Son explosion couvrait une zone de 15 à 30 m, ainsi les pilotes avaient plus de chances d'abattre un bombardier voire deux d'un coup. Deux têtes étaient utilisées pour le R4M : la commune PB-3 (PanzerBlitz 3), contenant une charge explosive et qui était utilisée dans la version anti-aérienne du R4/M ; la PB-2 (PanzerBlitz 2), constituée d'une charge creuse tout comme le Panzerschreck et utilisée dans la version anti-char du R4/M.

## Structure et Fonction
Le R4/M se composait de trois parties :
- l'ogive avec une charge d'explosif ;
- le moteur-fusée ;
- la queue.

## Ogive
La R4M avait une charge explosive Rheinmetall-Borsig de type AzRz 2 avec un détonateur constitué de 85 % d'acide hydrazoïque et de 15 % d'acide styphnique, une charge renforcée de 8 g (Zdlg 34 N.P.), constituée de 90 % de PETN et de 10 % de cire, et une charge principale de 400 g de HTA 41 (45 % de trinitrotoluène, 40 % d'hexogène et de 15 % de poudre d'aluminium). L'HTA 41 était un explosif à gaz à effet de choc augmenté qui a été spécialement développé pour le R4/M dans l'usine de DWM à Lübeck. On avait vissé la charge explosive sur la tête de forme conique de la feuille thermoformée (0,8 mm d'épaisseur de paroi).

## Moteur-fusée
Le moteur-fusée comporte une chambre de combustion d'une longueur de 375 mm et de largeur 45 mm. Il contient 875 g de combustible sous forme de tiges en poudre. Après une durée de combustion de 0,8 s (environ 200 m en ligne droite), le R4/M atteint sa vitesse maximale de 550 m/s soit 2 000 km/h.

## Queue
À la fin de la tuyère du moteur-fusée se trouvent huit « ailettes nageoires » à ressort attachées, un mince fil de fer les retient avant que celui-ci éclate après le lancement de la fusée.

## Opérations
À partir de 1944, la R4M en version antichar (Panzerblitz) fut utilisée contre les chars soviétiques par les Focke-Wulf 190 A,F,D et le Focke-Wulf Ta 152 H1[réf. nécessaire].
En 1945, dans sa version air-air contre les bombardiers, la R4M fut utilisée à partir de mars par les Me 262 et d'avril par les F-W 190 D [réf. nécessaire].
Le R4M avait d'excellents résultats au combat. L'as français Pierre Clostermann a raconté dans son livre intitulé Feux du ciel, qu'en mars 1945, six Me 262 armés de R4M et dirigés par le général Gordon Gollob ont affirmé avoir abattu quatorze Consolidated B-24 Liberator en une sortie. En avril 1945, vingt-quatre F-W 190 D avec les R4M, ont abattu quarante bombardiers B17 pour zéro perte[réf. nécessaire].
Les R4M avaient une trajectoire similaire à celle des canons MK 108 de 30 mm, en conséquence le nouveau viseur Revi 16B adapté à ce canon a été utilisé de manière très efficace pour les R4M.
Après la guerre, le R4M a servi de modèles pour les États-Unis, notamment pour le FFAR de 70 mm et le Zuni de 127 mm.